# Missing
«Missing» — сингл першого концертного альбому американської рок-групи «Evanescence» — «Anywhere but Home». Офіційний реліз відбувся в 2004. Пісня написана Беном Муді, Емі Лі і Девідом Ходжесом.
Пісня була записана в 2001-2002, коли група працювала над своїми демо-версіями. Першочергово пісня входила на Б-сторону CD з дебютним синглом «Bring Me to Life». У 2004 пісня «Missing» увійшла до концертного альбому «Anywhere but Home» і стала синглом в США. В тому ж році пісня стала радіо-синглом в Європі та Південній Америці. Офіційна версія і версія радіо-синглу дещо відрізняється: тривалість офіційної версії — 4:16, а радіо-синглу — 3:03.
Створення пісні відбулося під впливом від захоплень гуртом «Portishead». Приспів дуже подібний на пісню «Portishead» — «Wandering Star», а гра барабанів на їх пісню «Numb».

## Список пісень
| #  | Назва     | Автор                  | Тривалість |
| -- | --------- | ---------------------- | ---------- |
| 1. | «Missing» | Емі Лі, Террі Бальзамо | 4:16       |

## Чарти
Тижневі чарти
| Чарт (2004-2005)                           | Позиція |
| ------------------------------------------ | ------- |
| Аргентина (Top 40 Singles1)                | 7       |
| Бразилія (Top 20 Singles2)                 | 9       |
| Чилі (Top 20 Singles2)                     | 9       |
| Іспанія (Los 40 Principales3) (PROMUSICAE) | 1       |
| Тайвань (Top 10 Singles2) (G-Music)        | 9       |